# Стратфордские мученики

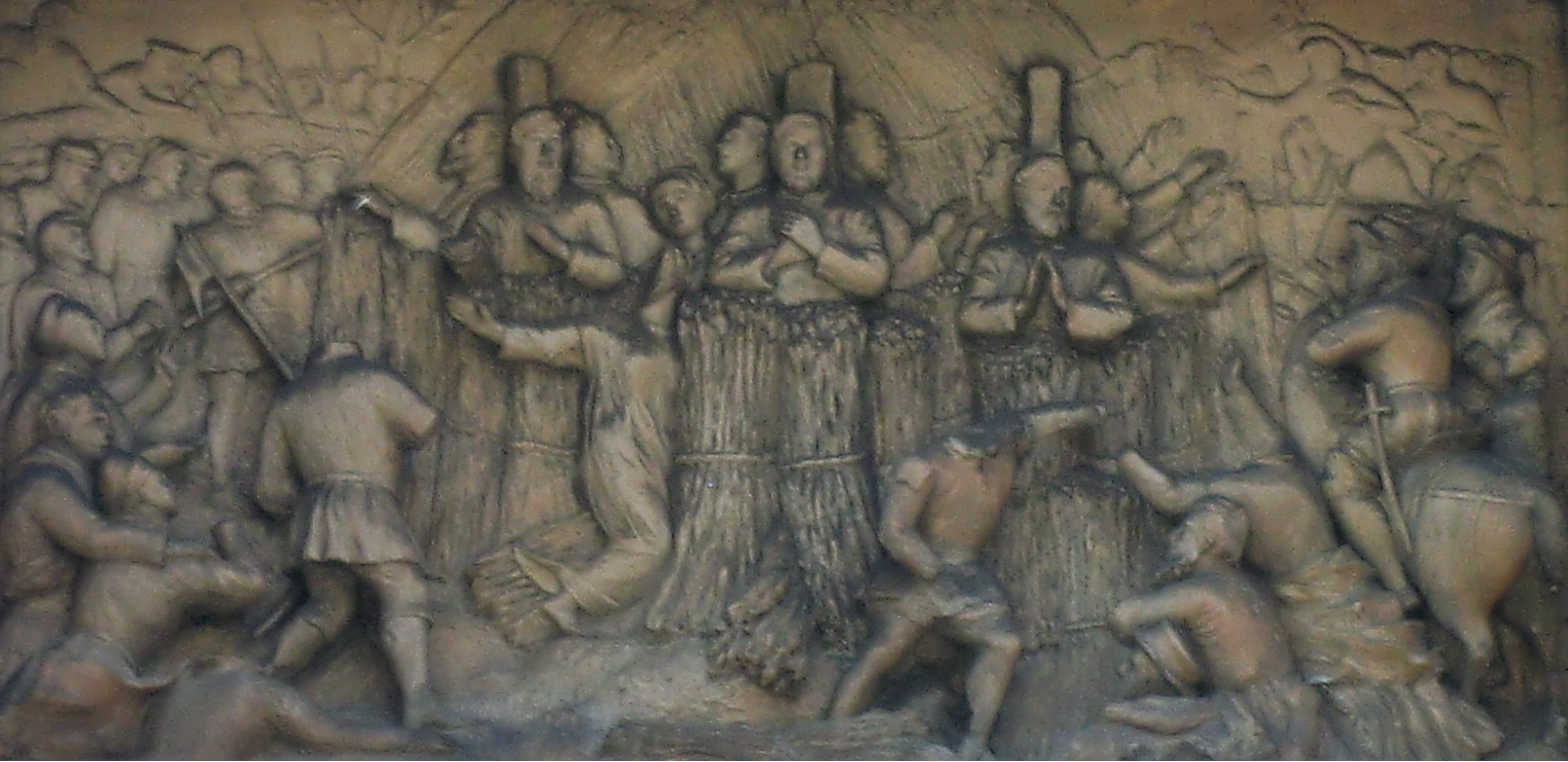
Фриз на мемориале Стратфордских мучеников

Стратфордские мученики (англ. Stratford Martyrs) — группа из 11 мужчин и 2 женщин протестантов, казнённых в 1556 году в Стратфорде (Лондон) за свою веру, сожжённых заживо на костре во время католицизации Английского королевства во время правления Марии I Тюдор.
Подробное описание сожжения Стратфордских мучеников содержится в «Книге мучеников» Джона Фокса (1563). Сообщается, что на казни присутствовало около 20 000 человек. 27 июня 1556 года обвинённые в ереси были доставлены на место казни, где перед экзекуцией им было предъявлено обвинение по девяти пунктам обвинения в ереси, с которыми все они либо соглашались, либо хранили молчание. Здесь шериф безуспешно пытался убедить их отречься.
Точное место казни неизвестно; наиболее вероятным местом считается Fair Field в Боу (тогда известном как Стратфорд-ле-Боу).

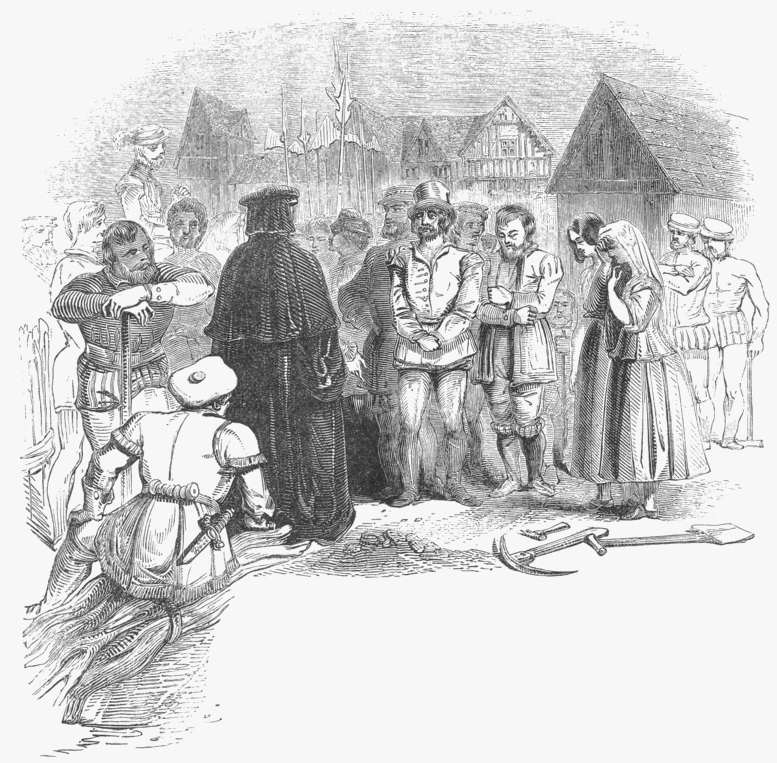
Тринадцать Стратфордских мучеников с гравюры XIX века

В 1879 году на кладбище Святого Иоанна в Стратфорде был создан мемориал в память о 13 и других мучеников, которые были казнены или подвергнуты пыткам в Стратфорде во время религиозных преследований.

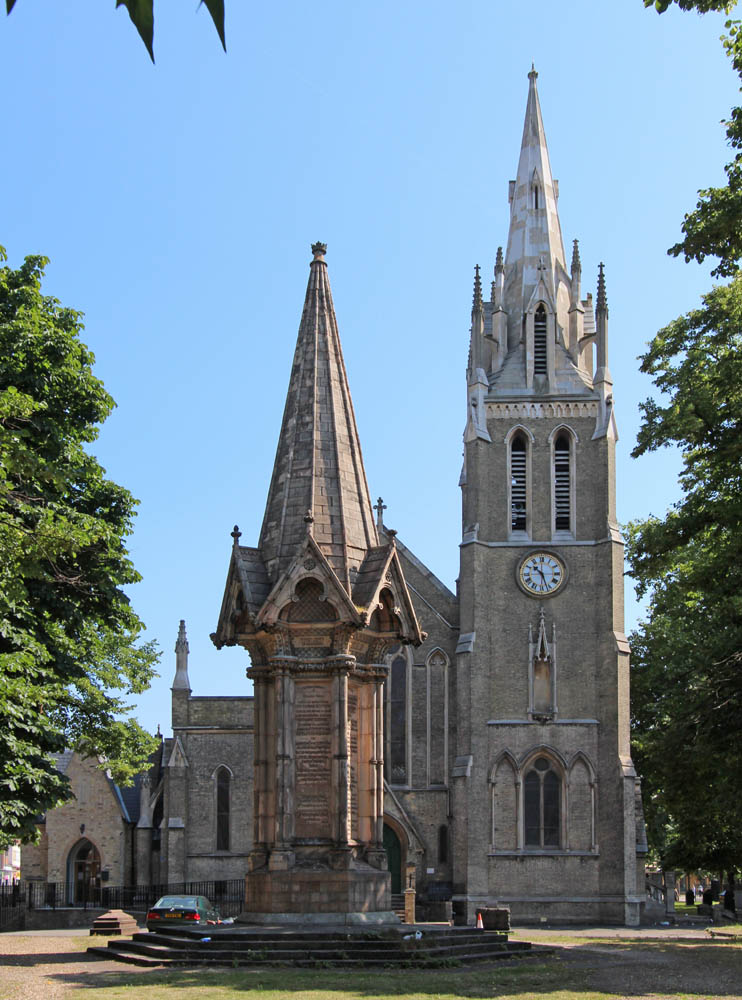
Мемориал мучеников в Стратфорде (на заднем плане — церковь Святого Иоанна Крестителя)

Мемориал ныне внесен в Список национального наследия Англии.